# Логиновская (Федорогорское сельское поселение)
Логиновская — деревня в Шенкурском районе Архангельской области. Входит в состав муниципального образования «Федорогорское».

## География
Деревня расположена в южной части Архангельской области, в таёжной зоне, в пределах северной части Русской равнины, в 2 километрах на восток от города Шенкурска, на левом берегу реки Поча, притока Вага. Ближайшие населённые пункты: на западе город Шенкурск, на востоке, на противоположном берегу реки, деревня Никифоровская.
Часовой пояс
Логиновская, как и вся Архангельская область, находится в часовой зоне МСК (московское время). Смещение применяемого времени относительно UTC составляет +3:00.

## Население
| 2002 | 2010 | 2012 |
| ---- | ---- | ---- |
| 20   | ↗27  | ↘25  |

## История
Указана в «Списке населенных мест Архангельской губернии к 1905 году» как деревня Логиновская (Высока Гора). Насчитывала 13 дворов, 58 мужчин и 63 женщины. В административном отношении деревня входила в состав Афанасьевского сельского общества Великониколаевской волости Шенкурского уезда Архангельской губернии.